# Ademir Marques de Menezes
Ademir Marques de Menezes (leginkább Ademirként ismerjük) (1922. november 8. – 1996. május 11.) világbajnoki ezüstérmes brazil labdarúgó (leginkább középcsatár). Beceneve: Queixada.

## Pályafutása

### Klubcsapatokban
Ademir első csapata az SC Recife volt, majd onnan a Vasco da Gama-ba került. Innen a Fluminense csapatához szerződött, majd újra a Vasco da Gama-ba igazolt.
5 rio-i állami bajnokságot nyert (1945, 1949, 1950, 1952, 1956), kétszer volt gólkirály (1949-ben 30, 1950-ben 25 góllal).

### A válogatottban
Ademir 39 alkalommal volt brazil válogatott, 32 gólt szerzett.

### Nemzetközi sikerek
Ademir-t leginkább az 1950-es labdarúgó-világbajnokság miatt ismerjük. A másik 2 csatár, Zizinho és Jair mellett játszott, és világbajnoki aranycipőt szerzett. Ám Ademir nem lett világbajnok: a döntőt Brazília Uruguay-jal szemben elvesztette.
Ademir a Copa Americán is játszott. 4 tornán vett részt: az 1945-ös, 1946-os, 1949-es és az 1953-as Copa Américán. Ezeken összesen 18 mérkőzésen játszott, és 12 gólt szerzett. Egyszer, 1949-ben első lett a csapatával ezen a tornán.
1 alkalommal, 1952-ben Pán-Amerikai Kupát nyert a csapatával.

### Ademir, mint játékos
Gyors és erős lövő volt. Eredetileg szélsőként kezdte.

## Fordítás
- Ez a szócikk részben vagy egészben  az   Ademir_Marques_de_Menezes című angol Wikipédia-szócikk fordításán alapul.  Az eredeti cikk szerkesztőit annak laptörténete sorolja fel. Ez a jelzés csupán a megfogalmazás eredetét és a szerzői jogokat jelzi, nem szolgál a cikkben szereplő információk forrásmegjelöléseként.